# Regista di classe
Regista di classe (Geek Charming) è un film per la televisione del 2011 basato sull'omonimo romanzo di Robin Palmer. Il film è stato diretto da Jeffrey Hornaday, e scritto da Elizabeth Hackett e Hilary Galanoy. I protagonisti sono Sarah Hyland e Matt Prokop, che interpretano rispettivamente Dylan e Josh. Il film è stato trasmesso per la prima volta negli Stati Uniti l'11 novembre 2011 su Disney Channel ed è stato visto da 4,9 milioni di telespettatori, mentre in Italia è stato trasmesso per la prima volta il 14 gennaio 2012 su Disney Channel (Italia).

## Trama
Dylan Schoenfield e Josh Rosen frequentano entrambi il liceo Woodlands Academy, ma hanno personalità diametralmente opposte. Dylan è la ragazza più popolare della scuola, è fidanzata con il belloccio Asher ed ha come unico obiettivo quello di vincere il titolo di “Blossom Queen”, ottenuto in passato dalla madre defunta. Josh è un appassionato di cinema, presidente del Film Club della scuola, con l’aspirazione di diventare uno stimato regista. Josh intende girare un documentario per partecipare al concorso cinematografico annuale della scuola e così vincere una borsa di studio, ma per raggiungere tale obiettivo deve trovare un tema interessante e veritiero da approfondire. I due ragazzi si incontrano nella mensa della scuola dopo che Josh le versa il pranzo addosso quando lei gli spruzza inavvertitamente in faccia il suo profumo. 
Dopo la scuola Dylan si trova con le amiche Hannah e Lola al centro commerciale, dove le cade accidentalmente la borsa in una fontana. La ragazza è decisamente sorpresa quando Josh entra nella fontana per recuperare la borsa. In cambio del salvataggio, tuttavia, Dylan deve accettare di diventare la protagonista del documentario di Josh, che ha avuto un’illuminazione decidendo di trattare della popolarità al liceo. Dylan spera che il film dia una spinta alla sua campagna elettorale per diventare "Blossom Queen", consentendole di sbaragliare la rivale Nicole. Lei e Josh successivamente litigano su quanto lei si comporti da diva, comportando il licenziamento di Dylan dal film. Josh cerca di cambiare argomento del suo documentario, ma scopre che è troppo tardi.
Per riappacificarsi con Josh ed essere nuovamente inclusa nel film, Dylan si presenta al cinema per assistere alla proiezione del film di fantascienza Navigator con Josh ed i suoi amici del Film Club (Ari, Steven e Caitlin). I due ragazzi fanno pace e, al termine della serata, si recano a casa di Dylan dove iniziano a conoscersi meglio. Josh nota alcune foto in camera di Dylan, tra cui quella della madre il giorno dell’incoronazione come “Blossom Queen”. Dylan inizia a mostrare il suo lato più sensibile e vulnerabile, ammettendo che sente molto la mancanza della madre e che spera di sentirsi più vicina a lei nel caso dovesse vincere anch’essa il titolo.
I due diventano amici, cominciano a conoscersi veramente e capiscono che tra loro c'è del tenero. Per questo motivo Asher lascia Dylan e Amy lascia Josh.
Il giorno del film festival Josh mostra il suo progetto a tutta la scuola e fa vedere come è realmente Dylan. All'inizio tutti ridono della vera Dylan, che scappa a piangere. Josh la rincorre e le dice che il film è un complimento per Dylan che lei non vede, in quanto ha impiegato tutte le scuole medie per cancellare il suo status di "secchiona" impopolare. Amy, il mattino dopo, si presenta a casa di Dylan con il documentario di Josh, e qui Dylan capisce che Josh l'ama per come è realmente. Grazie a questo Amy e Dylan tornano amiche. Al ballo di primavera, i suoi "amici" le rivolgono di nuovo la parola, Dylan diventa "Blossom Queen" e fa un discorso in cui dice di aver capito chi sono i suoi veri amici mentre Josh vince il festival del cinema. Josh l'ascolta e i due ragazzi s'incontrano e si baciano.

## Cast
- Sarah Hyland è Dylan Schoenfield: è una tra le ragazze più popolari della Woodlands Academy. Le sue migliori amiche sono Hannah e Lola, fidanzata con Asher (capitano della squadra di beach volley) e acerrima nemica di Nicole Patterson. Da sempre determinata a diventare Blossom Queen (il titolo più prestigioso che una ragazza popolare possa avere) lei lo vorrebbe per essere in contatto con la defunta madre (anche lei Blossom Queen). Un giorno si scontra con Josh (presidente del club di cinematografia) e lui, dopo averle salvato la borsa nella fontana, le propone di recitare nel proprio film per il festival annuale del cinema di cui ne vorrebbe fare un film denuncia sulla popolarità. Dopo vari contrasti lei accetta e dopo qualche giorno in cui a Josh non va molto bene quest'ultimo la licenzia puntualizzando che è il suo film e non di Dylan; i due si riappacificheranno continuando il progetto. Dopo un po' si scopre che tra i due c'è del tenero perché Dylan cambia carattere e essa viene per giunta lasciata da Asher che si mette con Nicole. Alla fine Josh vice il festival anche se prima litiga con Dylan e quest'ultima diventa Blossom Queen. Durante il ballo di primavera i due si baceranno e vivranno felici e contenti.

- Matt Prokop è Josh Rosen: presidente del club di cinematografia e da sempre innamorato di Amy. Migliore amico di Ari, Caitlin e Steven creerà un film inizialmente denuncia sulla popolarità con soggetto Dylan Schoefield di cui poi si innamorerà alla fine vincerà il festival (il suo sogno).

- Sasha Pieterse è Amy Loubalu: ex migliore amica di Dylan, anche se quest'ultima l'ha dimenticata lei no. Esce dopo con Josh ma poi capisce che lui è innamorato di Dylan e si farà indietro. Alla fine diventa di nuovo amica di Dylan e ballerà con Ari al ballo di primavera.

- Jordan Nichols è Asher Dumentz: ex fidanzato di Dylan e capitano della squadra di beach volley, usciva con Dylan solo per essere popolare e avere un posto sul palco in mensa. Quando la lascia si mette con Nicole e al ballo di primavera dice a Dylan che è molto bella ma lei non ci casca più.

- Vanessa Morgan è Hannah Mornell: di carnagione scura, è una delle migliori amiche di Dylan e l'appoggiano in tutto non contraddicendola mai. Quando Dylan viene lasciata da Asher essa l'abbandona andando con Lola a fare shopping nel negozio preferito di Dylan e per giunta senza di lei.

- Lili Simmons è Lola Leighton: un'altra delle migliori amiche di Dylan anche lei la sostiene in tutto non contraddicendola mai, essa dimostra inoltre di essere leggermente tonta a differenza di Hannah. Quando abbandonano Dylan lei si compra un meraviglioso abito blu per il ballo di primavera.

- David Del Rio è Ari: migliore amico di Josh sembra essere a volte un po' geloso di quest'ultimo.

- Jimmy Bellinger è Steven: un altro amico di Josh, ha una cotta per Caitlin.

- Lilli Birdsell è Sandy Rosen: madre di Josh, non sembra molto brava nel cucinare, è divorziata e sembra avere molta simpatia nei confronti di Dylan del quale sospetti avere una cotta per suo figlio.

- Andrew Airlie è Alan Schoenfield: padre di Dylan e vedovo di moglie è poi fidanzato con Amber, sembra avere molta simpatia nei confronti di Josh e odiare Asher per il suo strano nome. Inoltre ha una passione per i film in bianco e nero.

- Kacey Rohl è Caitlin Raven: amica di Josh del quale è anche innamorata non sopporta Amy. Quando al festival c'è il film di Josh, lei si commuove al finale. Al ballo di primavera accetta finalmente di stare con Steven.

- Andrea Brooks è Nicole Patterson: acerrima nemica di Dylan, è sleale e antipatica. Quando Dylan viene lasciata da Asher, lei si mette con quest'ultimo.

- Amber: fidanzata di Alan, è una donna molto buona e sembra si sia creata un buon rapporto con Dylan, infatti, durante il ballo di primavera spera con tutto il suo cuore che venga eletta Dylan come Blossom Queen.